# Giải Phóng, Tiêu Tác
Giải Phóng (chữ Hán giản thể: 解放区, Hán Việt: Giải Phóng khu) là một quận thuộc địa cấp thị Tiêu Tác (chữ Hán giản thể:焦作市), tỉnh Hà Nam, Cộng hòa Nhân dân Trung Hoa. Giải Phóng là trung tâm văn hoá, kinh tế và chính trị của Tiêu Tác. Quận này có diện tích 62 km2, dân số 292.000 người.

## Hành chính
Quận này được chia ra các đơn vị hành chính gồm 9 nhai đạo: Tiêu Tây, Tiêu Nam, Tiêu Bắc, Dân Chủ, Dân Sinh, Tân Hoa, Thất Bách, Thượng Bạch, Vương Trử.